# Geografia dell'Arabia Saudita

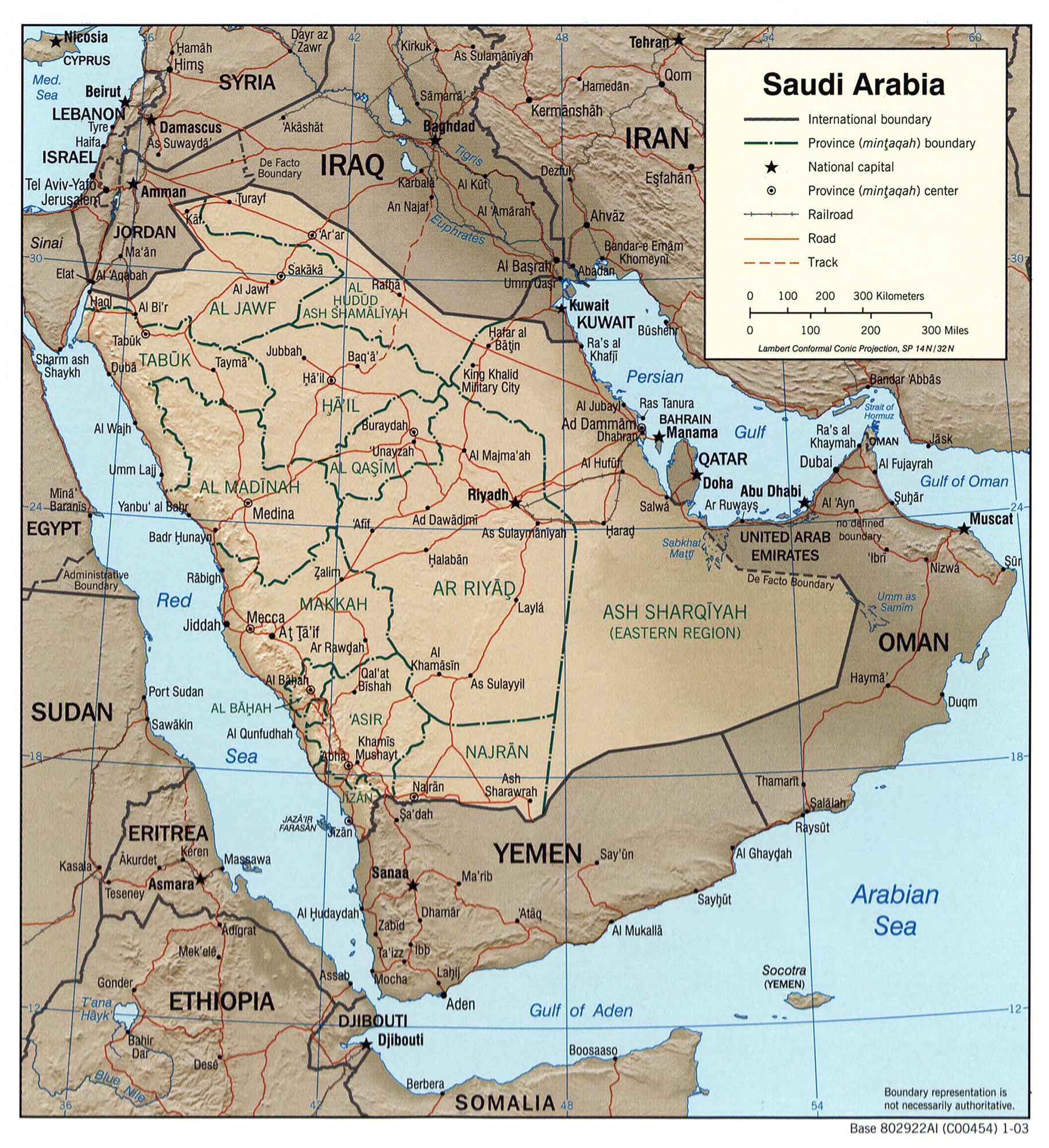
Cartina fisico-politica dell'Arabia Saudita.

L'Arabia Saudita è un paese del sud-ovest asiatico, il maggiore della penisola arabica.
Il paese è delimitato a nord da Giordania, Iraq e Kuwait, ad est dal golfo Persico e dal Qatar, a sud-est dagli Emirati Arabi Uniti e dall'Oman, a sud dallo Yemen, a ovest dal mar Rosso.
L'Arabia Saudita occupa l'80% del territorio della penisola arabica; va però sottolineato che buona parte dei confini con gli Emirati Arabi Uniti, con l'Oman e con lo Yemen, riferiti alle zone desertiche più remote e disabitate, sono indefiniti, per cui la superficie totale del paese non è esprimibile con esattezza.
Ciononostante esistono stime ufficiali del governo saudita secondo le quali il territorio avrebbe un'estensione complessiva di 2.217.949 km2. Meno dell'1% di questo territorio è coltivabile e, a peggiorare il fisiologico squilibrio demografico tra l'interno desertico e le poche oasi o le zone costiere occidentali ed orientali più urbanizzate, va segnalato un sempre più marcato flusso migratorio che tende a concentrare tutta la popolazione del paese in pochi grandi centri urbani.

## Morfologia e regioni fisiche

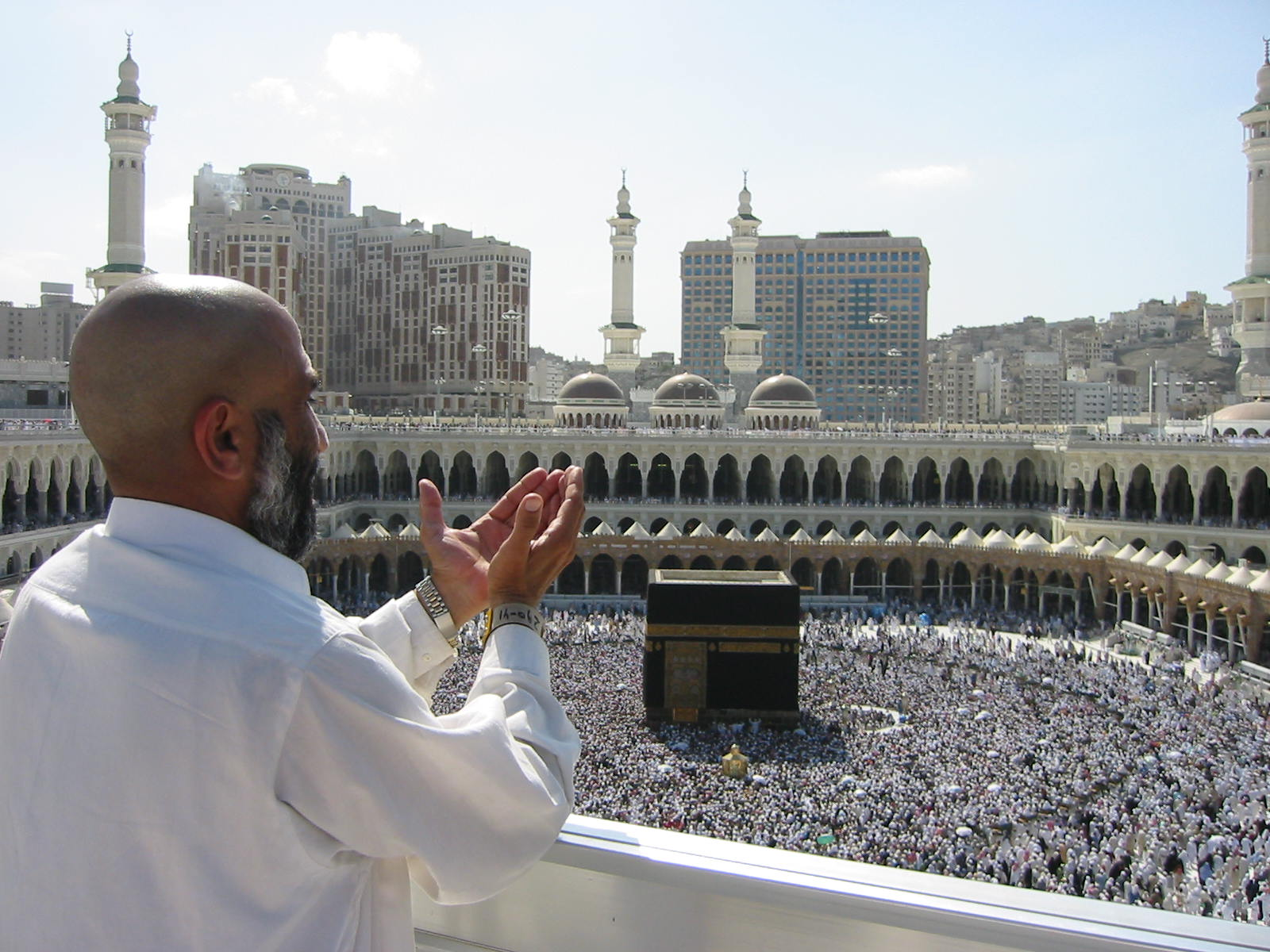
La Mecca

La penisola arabica è un massiccio di antica formazione composto da rocce cristalline stabili, la cui orogenesi è da collegarsi ai movimenti tettonici relativi tra la placca arabica e quella africana.

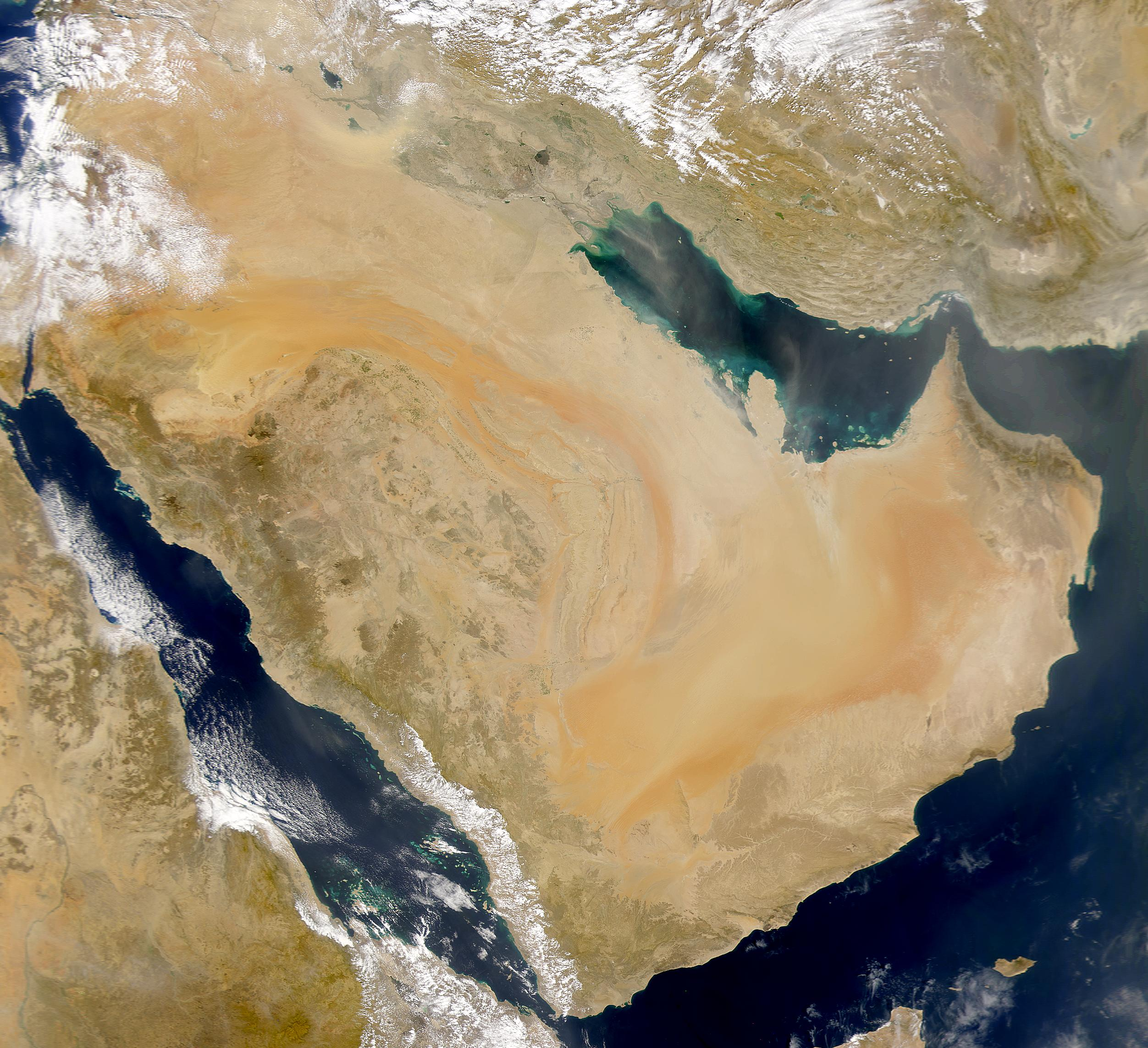
La penisola arabica vista dal satellite.

Il movimento della placca arabica verso est determina uno scontro con la placca africana con conseguente innalzamento dei bordi occidentali e meridionali della placca e della penisola arabica. I movimenti tettonici avvengono lungo la grande spaccatura continentale (Great Rift o Rift Valley) che attraversa tutto il Mar Rosso e prosegue a sud verso la zona dei grandi laghi africani e a nord, secondo le ultime scoperte, fino alle alture del Golan.
Dunque, tutto il bordo occidentale della penisola arabica, dal golfo di Aqaba al golfo di Aden, si presenta montuoso con versanti anche molto ripidi dalla parte del Mar Rosso, mentre verso l'interno si stendono ampi altipiani che digradano verso est, abbassandosi di quota dolcemente, interrotti nella loro continuità da nord a sud da una sorta di corridoio in corrispondenza della Mecca. La regione settentrionale prende il nome di Hijaz (o Hegiaz), quella meridionale di Asir. Il sistema montuoso di Hegiaz presenta vette non superiori ai 2.100 m e una fascia costiera ristrettissima, schiacciata dai pendii montuosi e priva di porti naturali. L'erosione ha segnato questi territori nel corso dei millenni e nella parte orientale si notano numerosi uadi, i tipici valloni originati da alvei di fiumi prosciugati, che tornano a bagnarsi dopo le rarissime precipitazioni che vi hanno luogo e che non permettono uno sfruttamento agricolo dei terreni se non in prossimità delle poche oasi presenti. La più importante di queste è quella di Medina.
Il massiccio di Asir si eleva fino a 3.000 m. Anche in questo caso la zona costiera è piuttosto schiacciata dai pendii delle vicine vette, ma una conformazione più pianeggiante e un apporto di piogge un po' più abbondante permettono di sfruttare il terreno a fini agricoli. Le piogge, più consistenti con l'aumentare dell'altitudine, hanno suggerito la costruzione di terrazzamenti per il massimo sfruttamento di questo suolo, eccezionalmente fertile per la penisola arabica. Il paesaggio che ne deriva ha fatto sì che il massiccio di Asir sia definito l'angolo verde dell'Arabia.

### Najd
A est delle regioni essenzialmente montuose di Hegiaz e Asir si stende il grande altopiano del Najd (o Neged), che dai circa 1.400 m della parte più occidentale scende fino a 750 m di quella più orientale, intervallato da alcune lingue di deserto e solcato da innumerevoli uadi, alcuni dei quali ospitano oasi anche di notevoli dimensioni, come ad esempio nella zona del massiccio del Jabal Tuwaiq. La regione è pressoché disabitata; fanno eccezione alcune città in prossimità delle oasi, come Ha'il che è il centro principale.

### Arabia settentrionale
Procedendo verso nord il paesaggio si fa sempre più desertico. Dopo numerosi uadi che portano verso l'Iraq si giunge al deserto siriano, molto arido e inospitale. La parte orientale, solcata da più uadi, presenta ampie zone pianeggianti di altitudine inferiore e con un po' di vegetazione, che si prestano da sempre al pascolo del bestiame. Da segnalare l'Uadi Sirhan che è un ampio bacino originato non da un fiume, ma da un vero e proprio mare, e che da secoli è un passaggio obbligato per le carovane che dall'area del Mediterraneo vogliano entrare nella penisola.

### Arabia orientale
A est di al-Dahnā si stende per 120 km l'altopiano di al-Summan, quindi si apre l'ampia regione pianeggiante e sabbiosa che porta fino al golfo Persico e che è spesso indicata con il nome di al-Hasa. Quest'ultima è la più grande oasi di tutto il paese e rappresenta un sito di grande importanza storica e un'area fertile in un contesto che ha però generalmente caratteristiche diverse. La zona interna ha un paesaggio piatto, i cui caratteri originari sono stati pesantemente trasformati dalle attività connesse all'estrazione petrolifera, che ha moltiplicato gli insediamenti urbani e industriali. La zona costiera presenta diverse zone paludose e un contorno molto irregolare, mentre per la parte meridionale si unisce al deserto del Rub' al-Khali.

### Il deserto del Rub' al-Khali
Rub' al-Khali (letteralmente "il quarto vuoto") è il più grande deserto di sabbia del mondo, con un'estensione di circa 1000 km per 500 km; completamente disabitato, è percorso solo marginalmente persino dai beduini. La sua topografia non è definibile in maniera esatta, essendo le sue dune gigantesche molto mobili e variabili. La parte più occidentale ha un'altitudine di circa 600 m s.l.m. e sabbie molto fini e soffici; procedendo verso est la quota si abbassa fino a circa 300 m e il terreno, sempre sabbioso, si fa più compatto.
La sua inaccessibilità è alla base della tuttora mancata precisa definizione dei confini meridionali dell'Arabia Saudita.

### Il deserto del Nefud
L'altro grande deserto sabbioso del Paese è il deserto del Nefud (o Nafud) che si trova nella parte nord-orientale ad un'altitudine di circa 1.000 m, si estende per 74.000 km² ed è caratterizzato da dune che raggiungono anche i 100 metri di altezza e dal colore rossastro delle sabbie. È anche un interessante sito archeologico ed è attraversato dai beduini solo secondo alcuni precisi percorsi, mentre per la gran parte risulta inaccessibile.

## Il clima

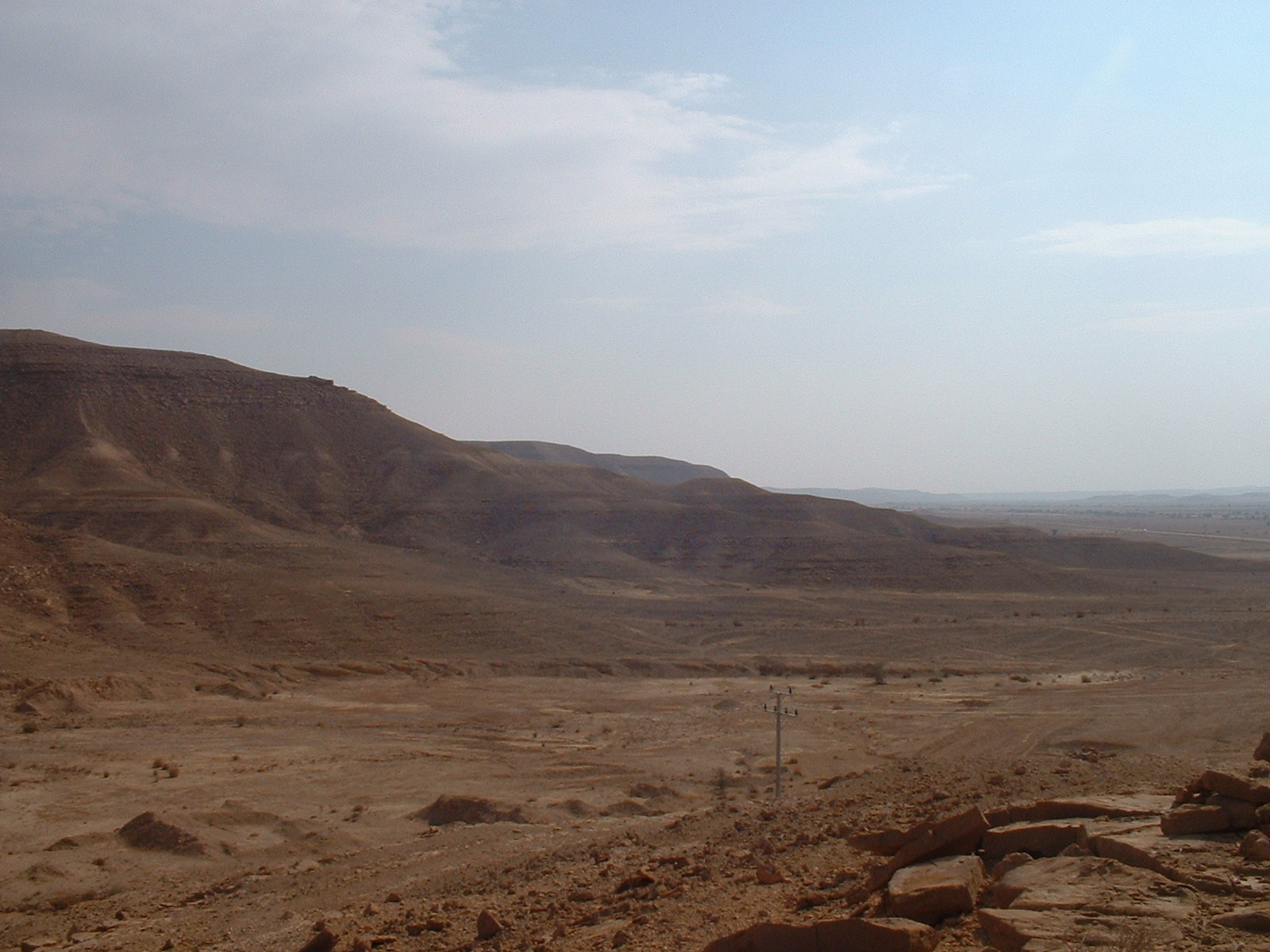
Paesaggio desertico montuoso presso Sadus, a nord-ovest di Riyad.

Eccezione di parte della regione di Asir, con le città di Najrān e di Jizan, il clima è desertico. Temperature elevatissime durante il giorno seguite da brusche escursioni termiche notturne e sporadiche piogge. Le grandi differenze di altitudine determinano caratteri climatici differenti da zona a zona. Nelle zone costiere del mar Rosso e del golfo Persico gli eccessi climatici sono mitigati dalla presenza delle masse di acqua marine. Qui si superano di rado i 38° ma l'umidità ha spesso valori attorno all'85% e non di rado sfiora il 100%. L'escursione termica giornaliera è relativamente modesta e i venti prevalentemente da nord permettono di avere inverni dal clima gradevole e anche estati sopportabili. Nel golfo Persico a seguito di venti meridionali si possono verificare tempeste di sabbia. A fine primavera, inizio estate, lo "shamal", un vento da nord-est spazza tutta l'Arabia causando spesso tempeste di sabbia pericolose soprattutto per la riduzione della visibilità che comportano.
Il Neged, i grandi deserti e la provincia di al-Qasim presentano gli stessi caratteri climatici. Con una temperatura media estiva durante il giorno attorno ai 45 °C, con punte oltre i 50 °C. In primavera ed autunno la media è sui 29 °C mentre d'inverno, durante la notte, si va spesso sotto lo zero.
La regione di Asir è soggetta al regime monsonico dell'oceano Indiano. Da ottobre a marzo cadono circa 300 mm di pioggia. Tutta la costa del mar Rosso ha un regime di piogge abbastanza regolare anche se nel nord l'apporto è molto scarso. Nel resto dell'Arabia le precipitazioni si limitano a due/tre acquazzoni all'anno. Non ingannino i dati sull'apporto medio di piogge. Ci sono zone nelle quali non piove per anni e che trovano pochissimi benefici dalle violente e pur abbondanti precipitazioni che vi occorrono occasionalmente.